# 金草地 (路易斯安那州)
金草地（英語：Golden Meadow），是美国路易斯安那州下属的一座城市。根据2010年美国人口普查，该市有人口2,101人。建置上，属于“town”。